# 고텔산맥부드러운털쥐
고텔산맥부드러운털쥐(Praomys obscurus)는 쥐과에 속하는 설치류의 일종이다. 나이지리아 남동부 고텔산맥의 토착종이다. 해발 1,600~2,400m 고도의 고사리 초원과 저산대 숲, 숲 속 시냇가, 습지 숲에서 발견된다. 벌목과 농업 또는 다른 목적의 토지 전환 때문에 서식지 감소(삼림 벌채)로 위협을 받고 있는 것으로 추정된다.